# Calendario della stagione maschile di ciclocross 2013-2014
Il calendario della stagione maschile di ciclocross 2013-2014 raggruppa tutti gli eventi di ciclocross del programma UCI, tra il 7 settembre 2013 e il 23 febbraio 2014.
Le prove individuale sono classificate in cinque categorie: la più alta include le prove della Coppa del mondo (CDM), che danno luogo a una classifica a parte. Seguono le categorie C1 e C2, che attribuiscono punti per la classifica mondiale, le corse riservate agli under-23 (categoria CU) e infine le corse per gli juniors (categoria CJ). Del calendario fanno parte anche le prove dei campionati nazionali (CN).

## Calendario

### Settembre
| Data | Prova                                              | Cat. | Vincitore         | Squadra                        |
| ---- | -------------------------------------------------- | ---- | ----------------- | ------------------------------ |
| 7    | Nittany Lion Cross 1, Breinigsville                | C2   | Todd Wells        | Specialized                    |
| 8    | Nittany Lion Cross 2, Breinigsville                | C2   | Todd Wells        | Specialized                    |
| 14   | StarCrossed, Redmond                               | C2   | Jeremy Powers     | Rapha-Focus                    |
| 14   | Catamount Grand Prix 1, Williston                  | C2   | Timothy Johnson   | Cannondale-Cyclocrossworld.com |
| 15   | Catamount Grand Prix 2, Williston                  | C2   | Raphaël Gagné     | Rocky Mountain Factory         |
| 15   | Süpercross Baden, Baden                            | C1   | Philipp Walsleben | BKCP-Powerplus                 |
| 15   | Steenbergcross juniors, Erpe-Mere                  | CJ   | Yannick Peeters   |                                |
| 15   | Steenbergcross, Erpe-Mere                          | C2   | Niels Albert      | BKCP-Powerplus                 |
| 18   | Cross After Dark Series #1 - CrossVegas, Las Vegas | C1   | Sven Nys          | Crelan-Euphony                 |
| 21   | China International Cyclo-cross Event, Pechino     | C2   | Thijs Al          | Telenet-Fidea                  |
| 21   | Trek Cyclo-cross Collective Cup 1, Waterloo        | C2   | Jeremy Powers     | Rapha-Focus                    |
| 21   | Charm City Cross 1, Baltimora                      | C2   | Jonathan Page     | ENG VT                         |
| 22   | Charm City Cross 2, Baltimora                      | C2   | Nicolas Bazin     | JAM Fund/NCC                   |
| 22   | Trek Cyclo-cross Collective Cup 1, Waterloo        | C2   | Daniel Summerhill | K-Edge/Felt Bicycles           |
| 28   | Toi Toi Cup #1 Uničov, Uničov                      | C2   | Jakub Skála       | Cyklo Tábor                    |
| 28   | NEPCX #1 - Gran Prix of Gloucester 1, Gloucester   | C2   | Jeremy Powers     | Rapha-Focus                    |
| 28   | Grote Prijs Neerpelt, Neerpelt                     | C2   | Niels Albert      | BKCP-Powerplus                 |
| 29   | NEPCX #2 - Gran Prix of Gloucester 2, Gloucester   | C2   | Jeremy Powers     | Rapha-Focus                    |

### Ottobre
| Data | Prova                                                                  | Cat. | Vincitore                 | Squadra                        |
| ---- | ---------------------------------------------------------------------- | ---- | ------------------------- | ------------------------------ |
| 5    | Toi Toi Cup #2 Kutná Hora, Kutná Hora                                  | C2   | Ondřej Bambula            | Cyklo Tábor                    |
| 5    | Providence Cyclo-cross Festival 1, Providence                          | CJ   | Peter Goguen              |                                |
| 5    | NEPCX #3 - Providence Cyclo-cross Festival 1, Providence               | C1   | Jeremy Powers             | Rapha-Focus                    |
| 5    | International Cyclocross Marikovská Dolina, Udiča                      | C2   | Egoitz Murgoitio          | Grupo Hirumet Taldea           |
| 6    | International Cyclocross Financne centrum, Udiča                       | C1   | Ondřej Bambula            | Cyklo Tábor                    |
| 6    | Crossquer, Dielsdorf                                                   | C2   | Lars van der Haar         | Rabobank Development Team      |
| 6    | Providence Cyclo-cross Festival 2, Providence                          | CJ   | Peter Goguen              |                                |
| 6    | NEPCX #4 - Providence Cyclo-cross Festival 2, Providence               | C2   | Ben Berden                | Raleigh-Clement                |
| 12   | Grote Prijs van Brabant, 's-Hertogenbosch                              | C2   | Tom Meeusen               | Telenet-Fidea                  |
| 12   | Grote Prijs van Brabant juniors, 's-Hertogenbosch                      | CJ   | Max Gulickx               |                                |
| 12   | Toi Toi Cup #3 Milovice, Milovice                                      | C2   | Tomáš Paprstka            |                                |
| 12   | Colorado Cross Classic, Boulder                                        | C2   | Ryan Trebon               | Cannondale-Cyclocrossworld.com |
| 12   | Grand Prix de la Région Wallonne, Dottignies                           | C2   | Marcel Meisen             | BKCP-Powerplus                 |
| 13   | Boulder Cup, Boulder                                                   | C2   | Jeremy Powers             | Rapha-Focus                    |
| 13   | Bpost Bank Trofee juniors #1 - Grote Prijs Mario De Clercq, Ronse      | CJ   | Eli Iserbyt               | Young Telenet Fidea Team       |
| 13   | Bpost Bank Trofee under-23 #1 - Grote Prijs Mario De Clercq, Ronse     | CU   | Mathieu van der Poel      | IKO Enertherm-BKCP             |
| 13   | Bpost Bank Trofee #1 - Grote Prijs Mario De Clercq, Ronse              | C1   | Sven Nys                  | Crelan-Euphony                 |
| 13   | National Trophy Series #1 - Abergavenny, Abergavenny                   | C2   | Paul Oldham               |                                |
| 13   | GP-5-Sterne-Region, Beromünster                                        | C2   | Marcel Wildhaber          | Scott-Swisspower MTB Racing    |
| 13   | Challenge la France Cycliste de Cyclo-Cross juniors #1, Saint-Étienne  | CJ   | Lucas Dubau               | AC Bazancourt-Reims            |
| 13   | Challenge la France Cycliste de Cyclo-Cross under-23 #1, Saint-Étienne | CU   | Clément Venturini         | Vulco-VC Vaulx-en-Velin        |
| 13   | Challenge la France Cycliste de Cyclo-Cross #1, Saint-Étienne          | C2   | Francis Mourey            | FDJ.fr                         |
| 17   | Kermiscross, Ardooie                                                   | C2   | Klaas Vantornout          | Sunweb-Napoleon Games          |
| 19   | Ellison Park Cyclocross 1, Rochester                                   | C2   | Raphaël Gagné             | Rocky Mountain Factory         |
| 20   | Ellison Park Cyclocross 2, Rochester                                   | C2   | Raphaël Gagné             | Rocky Mountain Factory         |
| 20   | Coppa del mondo juniors #1 - Cauberg Cyclocross, Valkenburg            | CJ   | Lucas Dubau               | Francia                        |
| 20   | Coppa del mondo under-23 #1 - Cauberg Cyclocross, Valkenburg           | CU   | Michael Vanthourenhout    | Belgio                         |
| 20   | Coppa del mondo #1 - Cauberg Cyclocross, Valkenburg                    | CDM  | Lars van der Haar         | Rabobank Development Team      |
| 20   | Kiremko Nacht van Woerden, Woerden                                     | C2   | Marcel Meisen             | BKCP-Powerplus                 |
| 26   | Coppa del mondo juniors #2 - Cyklokros Tábor, Tábor                    | CJ   | Adam Toupalik             | Repubblica Ceca                |
| 26   | Coppa del mondo under-23 #2 - Cyklokros Tábor, Tábor                   | CU   | Mathieu van der Poel      | Paesi Bassi                    |
| 26   | Coppa del mondo #2 - Cyklokros Tábor, Tábor                            | CDM  | Lars van der Haar         | Rabobank Development Team      |
| 26   | Gateway Cross Cup 1, St. Louis                                         | C2   | Ben Berden                | Raleigh-Clement                |
| 27   | Grand-Prix de la Commune de Contern juniors, Contern                   | CJ   | Jens Teirlinck            |                                |
| 27   | Grand-Prix de la Commune de Contern, Contern                           | C2   | Patrick Gaudy             | Team Barracuda                 |
| 27   | XXI Cyclo-cross de Karrantza juniors, Karrantza                        | CJ   | Raúl Fernández            |                                |
| 27   | XXI Cyclo-cross de Karrantza, Karrantza                                | C2   | Aitor Hernandez Gutierrez | Specialized                    |
| 27   | 52. Internationales Radquer Steinmaur, Steinmaur                       | C2   | Francis Mourey            | FDJ.fr                         |
| 27   | Gateway Cross Cup 2, St. Louis                                         | C2   | Ben Berden                | Raleigh-Clement                |
| 27   | Superprestige juniors #1 - Cyclocross Ruddervoorde, Ruddervoorde       | CJ   | Yannick Peeters           |                                |
| 27   | Superprestige under-23 #1 - Cyclocross Ruddervoorde, Ruddervoorde      | CU   | Mathieu van der Poel      | IKO Enertherm-BKCP             |
| 27   | Superprestige #1 - Cyclocross Ruddervoorde, Ruddervoorde               | C1   | Klaas Vantornout          | Sunweb-Napoleon Games          |

### Novembre
| Data | Prova                                                               | Cat. | Vincitore              | Squadra                        |
| ---- | ------------------------------------------------------------------- | ---- | ---------------------- | ------------------------------ |
| 1    | Bpost Bank Trofee #2 - Koppenbergcross (Oudenaarde)                 | C1   | Tom Meeusen            | Telenet-Fidea                  |
| 1    | Cyclo-cross international de Marle, Marle                           | C2   | Francis Mourey         | FDJ.fr                         |
| 1    | Cincy3 Darkhorse Cyclo-Stampede, Covington                          | C2   | Ryan Trebon            | Cannondale-Cyclocrossworld.com |
| 2    | Cross After Dark Series #2 - Cincy3 Lionhearts International, Mason | C1   | Timothy Johnson        | Cannondale-Cyclocrossworld.com |
| 2    | NEPCX #5 - The Cycle-Smart International, Northampton               | C2   | Raphaël Gagné          | Rocky Mountain Factory         |
| 3    | NEPCX #6 - The Cycle-Smart International, Northampton               | C2   | Shawn Milne            |                                |
| 3    | National Trophy Series #2 - Southampton Leisure Centre, Southampton | C2   | Paul Oldham            |                                |
| 3    | Int. Radquerfeldein GP Lambach/Stadl-Paura, Stadl-Paura             | C2   | Enrico Franzoi         |                                |
| 3    | Campionati europei juniors, Mladá Boleslav                          | CC   | Yannick Peeters        | Belgio                         |
| 3    | Campionati europei under-23, Mladá Boleslav                         | CC   | Mike Teunissen         | Paesi Bassi                    |
| 3    | Superprestige juniors #2 - Cyclocross Zonhoven, Zonhoven            | CJ   | Thomas Joseph          |                                |
| 3    | Superprestige under-23 #2 - Cyclocross Zonhoven, Zonhoven           | CU   | Michael Vanthourenhout |                                |
| 3    | Superprestige #2 - Cyclocross Zonhoven, Zonhoven                    | C1   | Sven Nys               | Crelan-Euphony                 |
| 3    | Cincy3 Harbin Park juniors, Cincinnati                              | CJ   | Cooper Willsey         |                                |
| 3    | Cincy3 Harbin Park, Cincinnati                                      | C2   | Timothy Johnson        | Cannondale-Cyclocrossworld.com |
| 9    | MudFund Derby City Cup 1, Louisville                                | C2   | Ryan Trebon            | Cannondale-Cyclocrossworld.com |
| 9    | Toi Toi Cup #4, Hlinsko                                             | C2   | Michael Boroš          |                                |
| 9    | Internationales Cross Wochenende Wiesbaden, Wiesbaden               | C2   | Francis Mourey         | FDJ.fr                         |
| 10   | Superprestige #3 - Bollekescross, Hamme-Zogge                       | C1   | Niels Albert           |                                |
| 10   | MudFund Derby City Cup 2, Louisville                                | C2   | Jeremy Powers          | Rapha-Focus                    |
| 10   | HPCX, Jamesburg                                                     | C2   | Cameron Dodge          |                                |
| 10   | GGEW City Cross Cup, Lorsch                                         | C1   | Francis Mourey         | FDJ.fr                         |
| 10   | Cyclo-cross International Podbrezova, Podbrezová                    | C2   | Martin Haring          |                                |
| 10   | Cyclo-cross International Rennaz, Rennaz                            | C2   | Clément Venturini      | Team Vulco-VC Vaulx-en-Velin   |
| 11   | Jaarmarktcross Niel, Niel                                           | C2   | Sven Nys               | Crelan-Euphony                 |
| 15   | The Jingle Cross Rock - Rock 1, Iowa City                           | C2   | Jeremy Powers          | Rapha-Focus                    |
| 16   | The Jingle Cross Rock - Rock 2, Iowa City                           | C2   | Jeremy Powers          | Rapha-Focus                    |
| 16   | Toi Toi Cup #5, Holé Vrchy                                          | C2   | Vojtech Nipl           |                                |
| 16   | Shinshu Cyclocross Nobeyama Kogen Round 1, Nobeyama                 | C2   | Yu Takenouchi          |                                |
| 16   | Bpost Bank Trofee #3 - Grote Prijs van Hasselt, Hasselt             | C1   | Sven Nys               | Crelan-Euphony                 |
| 17   | Shinshu Cyclocross Nobeyama Kogen Round 2, Nobeyama                 | C2   | Yu Takenouchi          |                                |
| 17   | Superprestige #4 - Cyclocross Gavere, Asper-Gavere                  | C1   | Sven Nys               | Crelan-Euphony                 |
| 17   | Challenge la France Cycliste de Cyclo-Cross #2, Quelneuc            | C2   | Francis Mourey         | FDJ.fr                         |
| 17   | National Trophy Series #3 - Durham University Cricket Club , Durham | C2   | Paul Oldham            |                                |
| 17   | The Jingle Cross Rock - Rock 3, Iowa City                           | C2   | Timothy Johnson        | Cannondale-Cyclocrossworld.com |
| 17   | Flückiger Cross Madiswil, Madiswil                                  | C2   | Lukas Flückiger        |                                |
| 23   | Coppa del mondo #3 - Duinencross, Koksijde                          | CDM  | Niels Albert           |                                |
| 23   | Super Cross Cup 1, Stony Point                                      | C2   | Timothy Johnson        | Cannondale-Cyclocrossworld.com |
| 24   | Super Cross Cup 1, Stony Point                                      | C2   | Timothy Johnson        | Cannondale-Cyclocrossworld.com |
| 24   | Int. Radquer Hittnau, Hittnau                                       | C1   | Enrico Franzoi         |                                |
| 24   | Kansai Cyclo Cross Yasu Round, Yasu City                            | C2   | Yu Takenouchi          |                                |
| 24   | Superprestige #5 - Cyclocross Gieten, Gieten                        | C1   | Niels Albert           |                                |
| 30   | Baystate Cyclo-cross, Sterling                                      | C2   | Jeremy Powers          | Rapha-Focus                    |
| 30   | CXLA Weekend-Cross After Dark, Los Angeles                          | C2   |                        |                                |

### Dicembre
| Data | Prova                                                                       | Cat. | Vincitore            | Squadra                                     |
| ---- | --------------------------------------------------------------------------- | ---- | -------------------- | ------------------------------------------- |
| 1    | National Trophy Series #4, Milton Keynes                                    | C2   | Ian Field            | Hargroves Cycles                            |
| 1    | Tage des Querfeldeinsports, Ternitz                                         | C2   | Martin Haring        |                                             |
| 1    | Bryksy Cross juniors, Gosciecin                                             | CJ   | Roman Lehký          |                                             |
| 1    | Bryksy Cross, Gosciecin                                                     | C2   | Róbert Gavenda       | Dukla Trenčín Trek                          |
| 1    | Cyclo-cross Sion-Valais, Sion                                               | C2   | Julien Taramarcaz    | BMC Mountainbike Racing                     |
| 1    | BC Grand Prix of Cyclo-cross, Surrey                                        | C2   | Geoff Kabush         | Scott-3Rox Racing                           |
| 1    | Baystate Cyclo-cross - NECX, Sterling                                       | C2   | Jeremy Durrin        | Optum presented by Kelly Benefit Strategies |
| 1    | CXLA Weekend: Day 2 juniors, Los Angeles                                    | CJ   | Maxx Chance          |                                             |
| 1    | CXLA Weekend: Day 2, Los Angeles                                            | C2   | Ben Berden           | Raleigh-Clement                             |
| 7    | Scheldecross, Anversa                                                       | C1   | Niels Albert         | BKCP-Powerplus                              |
| 7    | Toi Toi Cup #6 Kolín, Kolín                                                 | C2   | Tomáš Paprstka       |                                             |
| 7    | Deschutes Brewery Cup juniors, Bend                                         | CJ   | Nolan Brady          |                                             |
| 7    | Deschutes Brewery Cup, Bend                                                 | C1   | Timothy Johnson      | Cannondale-Cyclocrossworld.com              |
| 7    | NEPCX #7 - NBX Gran Prix of Cross - Day 1, Warwick                          | C2   | Justin Lindine       | Redline Team                                |
| 8    | Vlaamse Druivenveldrit, Overijse                                            | C1   | Sven Nys             | Crelan-Euphony                              |
| 8    | Ciclocross del Ponte juniors, Faè di Oderzo                                 | CJ   | Stefano Sala         |                                             |
| 8    | Ciclocross del Ponte, Faè di Oderzo                                         | C2   | Francis Mourey       | FDJ.fr                                      |
| 8    | XXXVII Ziklo Kross Igorre juniors, Igorre                                   | CJ   | Gotzon Martín        |                                             |
| 8    | XXXVII Ziklo Kross Igorre, Igorre                                           | C2   | Aitor Hernández      | Orbea                                       |
| 8    | NEPCX #8 - NBX Gran Prix of Cross - Day 2, Warwick                          | C2   | Shawn Milne          | 5 Hour Energy                               |
| 14   | Toi Toi Cup #7 Slaný, Slaný                                                 | C2   | Michael Boroš        | Cyklo Tábor                                 |
| 14   | North Carolina Grand Prix - Race 1, Hendersonville                          | C2   | Jeremy Powers        | Rapha-Focus                                 |
| 15   | Vlaamse Industrieprijs Bosduin juniors, Kalmthout                           | CJ   | Kobe Goossens        |                                             |
| 15   | Vlaamse Industrieprijs Bosduin under-23, Kalmthout                          | CU   | Mathieu van der Poel | IKO Enertherm-BKCP                          |
| 15   | Vlaamse Industrieprijs Bosduin, Kalmthout                                   | C1   | Kevin Pauwels        | Sunweb-Napoleon Games                       |
| 15   | Cyclo-cross International Ciudad de Valencia, Valencia                      | C2   | Aitor Hernández      | Orbea                                       |
| 15   | National Trophy Series #5 - Bradford, Bradford                              | C2   | Ian Field            | Hargroves Cycles                            |
| 15   | North Carolina Grand Prix - Race 2, Hendersonville                          | C2   | Jeremy Powers        | Rapha-Focus                                 |
| 18   | Grote Prijs De Ster, Saint-Nicolas                                          | C2   | Niels Albert         | BKCP-Powerplus                              |
| 21   | Bpost Bank Trofee under-23 #4 - Cyclocross Essen, Essen                     | CU   | Wout Van Aert        | Telenet-Fidea                               |
| 21   | Bpost Bank Trofee #4 - Cyclocross Essen, Essen                              | C1   | Kevin Pauwels        | Sunweb-Napoleon Games                       |
| 22   | Coppa del mondo juniors #4 - Cyclo-cross de la Citadelle, Namur             | CJ   | Yannick Peeters      | Belgio                                      |
| 22   | Coppa del mondo under-23 #4 - Cyclo-cross de la Citadelle, Namur            | CU   | Wout Van Aert        | Belgio                                      |
| 22   | Coppa del mondo #4 - Cyclo-cross de la Citadelle, Namur                     | CDM  | Francis Mourey       | Francia/FDJ                                 |
| 26   | Coppa del mondo juniors #5 - Grote Prijs Eric De Vlaeminck, Heusden-Zolder  | CJ   | Adam Toupalik        | Repubblica Ceca                             |
| 26   | Coppa del mondo under-23 #5 - Grote Prijs Eric De Vlaeminck, Heusden-Zolder | CU   | Mathieu van der Poel | Paesi Bassi                                 |
| 26   | Coppa del mondo #5 - Grote Prijs Eric De Vlaeminck, Heusden-Zolder          | CDM  | Lars van der Haar    | Rabobank Development Team                   |
| 26   | Internationales Radquer Dagmersellen, Dagmersellen                          | C2   | Francis Mourey       | FDJ                                         |
| 26   | Grand-Prix GEBA, Differdange                                                | C2   | Dave de Cleyn        |                                             |
| 27   | Azencross juniors, Loenhout                                                 | CJ   | Adam Toupalik        | Repubblica Ceca                             |
| 27   | Bpost Bank Trofee under-23 #5 - Azencross, Loenhout                         | CU   | Wout Van Aert        | Telenet-Fidea                               |
| 27   | Bpost Bank Trofee #5 - Azencross, Loenhout                                  | C1   | Sven Nys             | Crelan-Euphony                              |
| 28   | Versluys Cyclocross, Bredene                                                | C2   | Zdeněk Štybar        | Omega Pharma-Quickstep Cycling Team         |
| 29   | Superprestige #6 juniors - Cyclocross Diegem, Diegem                        | CJ   | Yannick Peeters      |                                             |
| 29   | Superprestige #6 under-23 - Cyclocross Diegem, Diegem                       | CU   | Mathieu van der Poel | IKO Enertherm-BKCP                          |
| 29   | Superprestige #6 - Cyclocross Diegem, Diegem                                | C1   | Sven Nys             | Crelan-Euphony                              |
| 29   | Challenge la France #3 juniores, Flamanville                                | C2   | Yann Gras            | Lorraine                                    |
| 29   | Challenge la France #3 under-23, Flamanville                                | C2   | Clément Venturini    | Rhône-Alpes                                 |
| 29   | Challenge la France #3, Flamanville                                         | C2   | Francis Mourey       | FDJ                                         |

### Gennaio
| Data | Prova                                                       | Cat. | Vincitore            | Squadra                   |
| ---- | ----------------------------------------------------------- | ---- | -------------------- | ------------------------- |
| 1    | Bpost Bank Trofee juniors #5 - Grote Prijs Sven Nys, Baal   | CJ   | Yannick Peeters      |                           |
| 1    | Bpost Bank Trofee under-23 #6 - Grote Prijs Sven Nys, Baal  | CU   | Wout Van Aert        | Telenet-Fidea             |
| 1    | Bpost Bank Trofee #6 - Grote Prijs Sven Nys, Baal           | C1   | Sven Nys             | Crelan-AA Drink           |
| 1    | Grand Prix Hotel Threeland, Pétange                         | C2   | Sascha Weber         | Differdange-Losch         |
| 2    | Centrumcross, Surhuisterveen                                | C2   | Lars van der Haar    | Rabobank Development Team |
| 5    | Coppa del mondo juniors #6 - Memorial Romano Scotti, Roma   | CJ   | Adam Toupalik        | Repubblica Ceca           |
| 5    | Coppa del mondo under-23 #6 - Memorial Romano Scotti, Roma  | CU   | Mathieu van der Poel | Paesi Bassi               |
| 5    | Coppa del mondo #6 - Memorial Romano Scotti, Roma           | CDM  | Niels Albert         | BKCP-Powerplus            |
| 5    | National Trophy Series #6 - Shrewsbury, Shrewsbury          | C2   | Yorben Van Tichelt   | Sunweb-Napoleon Games     |
| 5    | Campionati del mondo di ciclocross Masters, Gossau          | CMM  |                      |                           |
| 5    | Kingsport Cyclo-cross Cup juniors, Kingsport                | CJ   | Jonathan Anderson    |                           |
| 5    | Kingsport Cyclo-cross Cup, Kingsport                        | C2   | Zach McDonald        | Rapha-Focus               |
| 13   | Cyclocross Otegem, Otegem                                   | C2   | Wout Van Aert        | Telenet-Fidea             |
| 18   | Internationale Cyclo-Cross Rucphen juniors, Rucphen         | CJ   | Jelle Schuermans     |                           |
| 18   | Internationale Cyclo-Cross Rucphen, Rucphen                 | C2   | Philipp Walsleben    | BKCP-Powerplus            |
| 18   | Kasteelcross, Zonnebeke                                     | C2   | Sven Nys             | Crelan-AA Drink           |
| 18   | 36º Gran Premio Mamma e Papà Guerciotti juniors, Milano     | CJ   | Manuel Todaro        |                           |
| 18   | 36º Gran Premio Mamma e Papà Guerciotti, Milano             | C2   | Jens Vandekinderen   | Telenet-Fidea             |
| 19   | Cyclocross Leuven, Lovanio                                  | C1   | Sven Nys             | Crelan-AA Drink           |
| 19   | Cyclo-cross International du Mingant Lanarvily, Lanarvily   | C2   | Francis Mourey       | FDJ.fr                    |
| 19   | Grand Prix Möbel Alvisse juniors, Leudelange                | CJ   | Yan Gras             |                           |
| 19   | Grand Prix Möbel Alvisse, Leudelange                        | C2   | Laurens Sweeck       |                           |
| 26   | Coppa del mondo juniors #7 - Cyclo-cross de Nommay, Nommay  | CJ   | Thijs Aerts          | Belgio                    |
| 26   | Coppa del mondo under-23 #7 - Cyclo-cross de Nommay, Nommay | CU   | Wout Van Aert        | Belgio                    |
| 26   | Coppa del mondo #7 - Cyclo-cross de Nommay, Nommay          | CDM  | Tom Meeusen          | Telenet-Fidea             |
| 26   | XXV. Ispasterko Udala Sari Nagusia, Ispaster                | C2   | Jim Aernouts         | Sunweb-Napoleon Games     |

### Febbraio
| Data | Prova                                                                    | Cat. | Vincitore            | Squadra         |
| ---- | ------------------------------------------------------------------------ | ---- | -------------------- | --------------- |
| 1    | Campionati del mondo juniors, Hoogerheide                                | CJ   | Thijs Aerts          | Belgio          |
| 2    | Campionati del mondo under-23, Hoogerheide                               | CU   | Wout Van Aert        | Belgio          |
| 2    | Campionati del mondo, Hoogerheide                                        | CDM  | Zdeněk Štybar        | Repubblica Ceca |
| 5    | Parkcross, Maldegem                                                      | CDM  | Sven Nys             | Crelan-AA Drink |
| 8    | Bpost Bank Trofee under-23 #6 - Krawatencross, Lille                     | CU   | Wout Van Aert        | Telenet-Fidea   |
| 8    | Bpost Bank Trofee #6 - Krawatencross, Lille                              | C1   | Sven Nys             | Crelan-AA Drink |
| 9    | Superprestige juniors #7 - Vlaamse Aardbeiencross, Hoogstraten           | CJ   | Yannick Peeters      |                 |
| 9    | Superprestige under-23 #7 - Vlaamse Aardbeiencross, Hoogstraten          | CU   | Wout Van Aert        | Telenet-Fidea   |
| 9    | Superprestige #7 - Vlaamse Aardbeiencross, Hoogstraten                   | C1   | Sven Nys             | Crelan-AA Drink |
| 15   | Superprestige juniors #8 - Noordzeecross, Middelkerke                    | CJ   | Johan Jacobs         |                 |
| 15   | Superprestige under-23 #8 - Noordzeecross, Middelkerke                   | CU   | Wout Van Aert        | Telenet-Fidea   |
| 15   | Superprestige #8 - Noordzeecross, Middelkerke                            | C1   | Tom Meeusen          | Telenet-Fidea   |
| 16   | Cyclocross Heerlen, Heerlen                                              | C1   | Mathieu van der Poel | BKCP-Powerplus  |
| 16   | Grote Prijs Stad Eeklo juniors, Eeklo                                    | CJ   |                      |                 |
| 16   | Grote Prijs Stad Eeklo under-23, Eeklo                                   | CU   |                      |                 |
| 16   | Grote Prijs Stad Eeklo, Eeklo                                            | C2   | Tom Meeusen          | Telenet-Fidea   |
| 23   | Bpost Bank Trofee juniors #4 - Internationale Sluitingsprijs, Oostmalle  | CU   | Yannick Peeters      |                 |
| 23   | Bpost Bank Trofee under-23 #6 - Internationale Sluitingsprijs, Oostmalle | CU   | Yorben Van Tichelt   |                 |
| 23   | Bpost Bank Trofee #6 - Internationale Sluitingsprijs, Oostmalle          | C1   | Niels Albert         | BKCP-Powerplus  |